# جوان كامبل
جوان كامبل (بالإنجليزية: Joan Campbell)‏ هي خزافة أسترالية، ولدت في 1925، وتوفيت في 5 مارس 1997 بسبب سرطان.